# 早津ちさと
早津 ちさと（はやつ ちさと）は、日本の漫画家。2002年、『おねがい!エッセンス』（ちゃおDX秋の号 、小学館）でデビューした。

## 作品
- おねがい!エッセンス（デビュー作・ちゃおDX2002年秋の増刊号）
- みらくる☆サバイバー（ちゃおDX2003年冬の増刊号）
- 純愛さくら色!（2003年ちゃお増刊ChuChu春号）
- 呪われた放課後（ちゃおDX2003年夏の増刊号）
- らぶ▽ラブベリー（ちゃおDX2004年初夏の増刊号）
- おしえてお星様!?（ちゃおDX2004年秋の増刊号）
- 月女神の階段〜黒の事件簿〜（ちゃおDX2005年夏の増刊号）
- 座ブトンいち枚!（ちゃおDX2006年冬の増刊号）

## 単行本
- あなたの知らない世界（五十嵐かおる・うえだ美貴・小室栄子・溝口涼子・河村じゅんとの共著）
- 学校であった怖い話（今井康絵・清水真澄・小室栄子・栖川マキ・牧原若菜・兎野みみとの共著）